# Hamm
För andra betydelser, se Hamm (olika betydelser).
Hamm är en kretsfri stad i delstaten Nordrhein-Westfalen i västra Tyskland. Den ligger i den östra delen av Ruhrområdet, omkring 30 kilometer nordost om Dortmund, vid floden Lippe och Datteln-Hamm-kanalen. Staden har cirka 181 000 invånare.

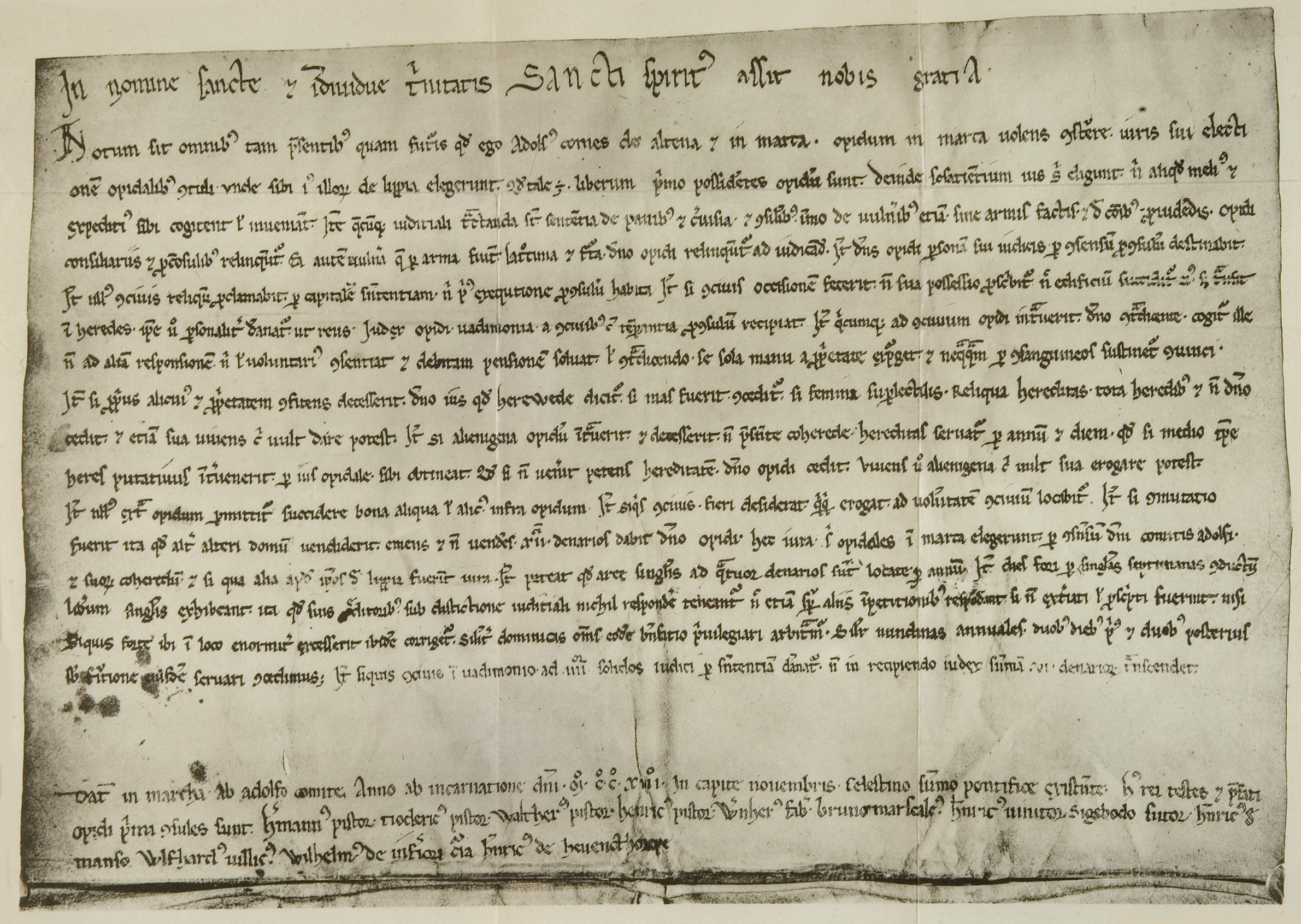
Privilegiebrevet som gav orten stadsrättigheter.
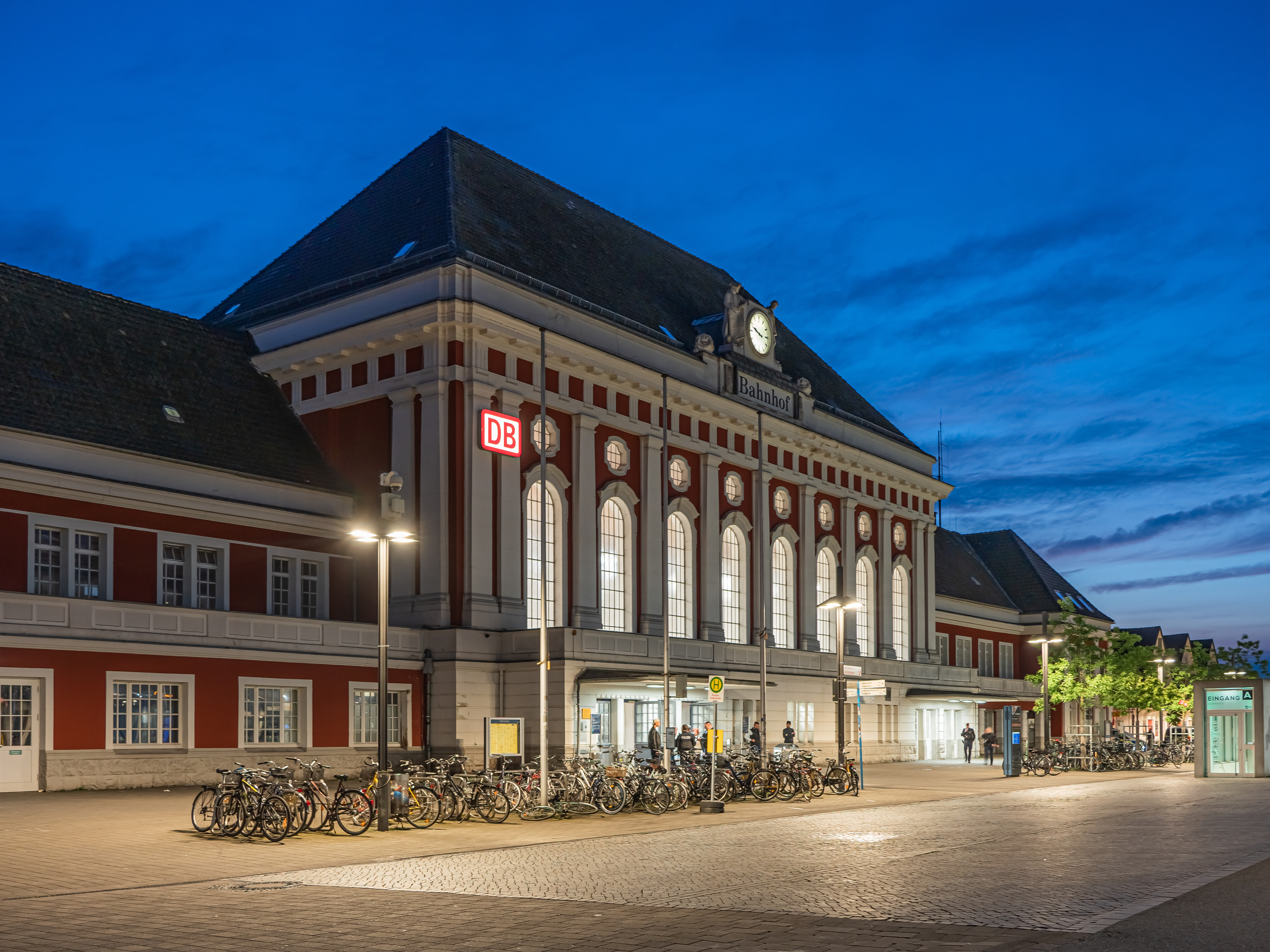
Järnvägsstation.

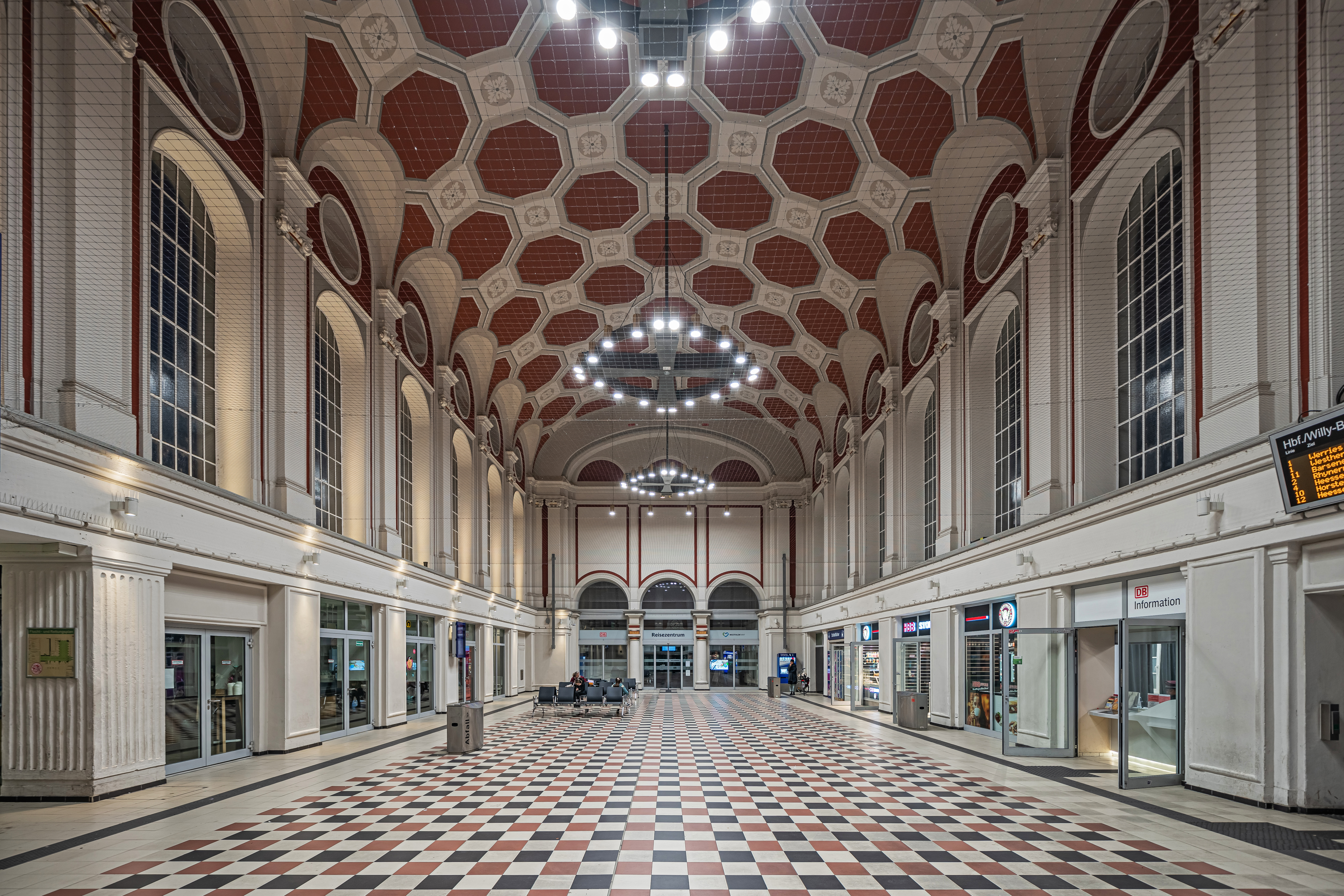
Järnvägsstationens innerhall.
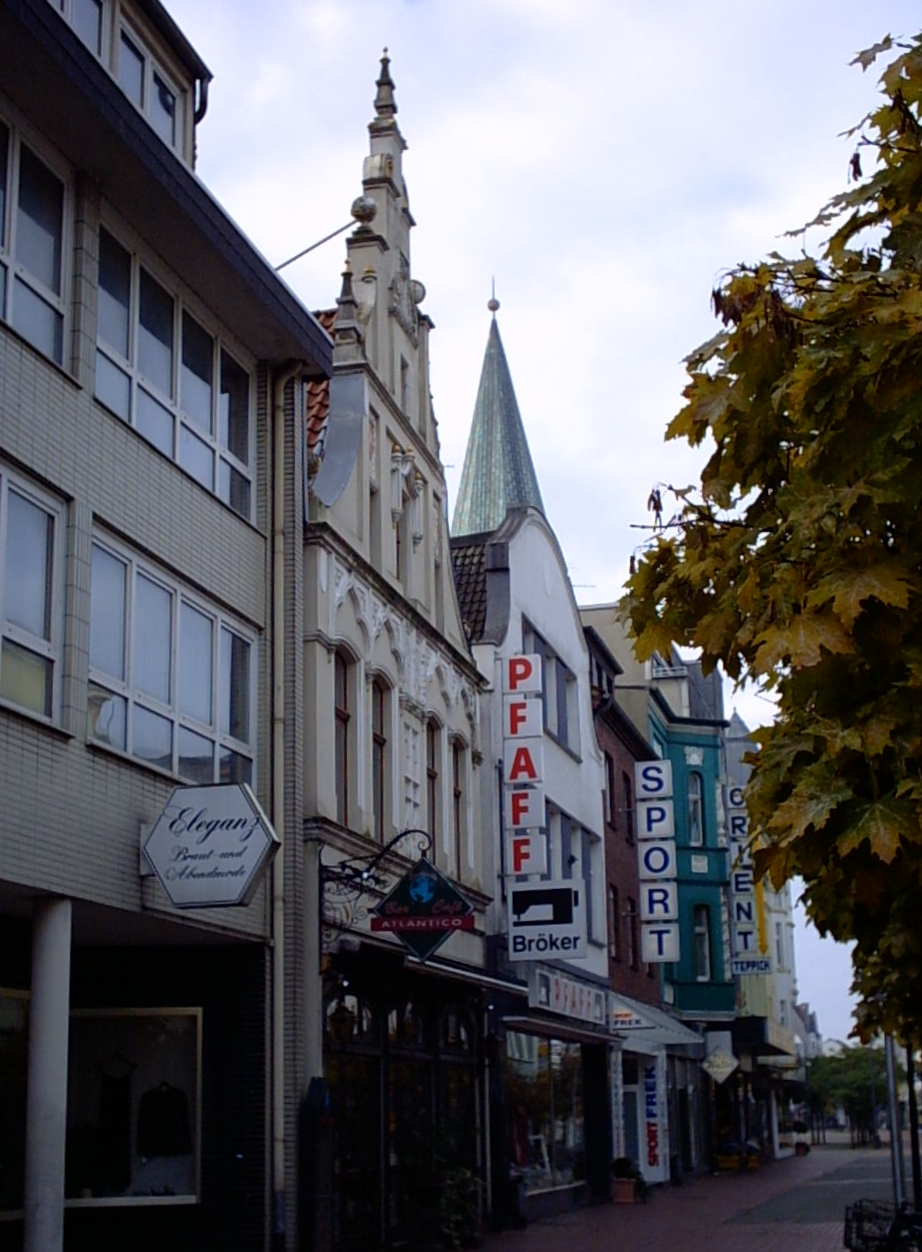
En gatubild, med kyrkans spira bakom husen.

## Borgmästare
- Ferdinand Poggel, CDU, 1946–1952
- Heinz Diekmann, CDU, 1952–1954
- Heinrich Langes, CDU, 1954–1956
- Werner Figgen, SPD, 1956–1964
- Günter Rinsche, CDU, 1964–1979
- Werner Figgen, SPD, 1979–1984
- Sabine Zech, SPD, 1984–1994
- Jürgen Wieland, SPD, 1994–1999
- Thomas Hunsteger-Petermann, CDU, 1 oktober 1999–31 oktober 2020
- Marc Herter, SPD, 1 november 2020–

Denna lista hämtas från Wikidata. Informationen kan ändras där.